# Nguyễn Trọng Toán
Nguyễn Trọng Toán (sinh năm 1981 tại Đắk Lắk) là một nhà toán học người Việt, giáo sư tại Đại học bang Pennsylvania. Giáo sư Toán nghiên cứu về giải tích, phương trình đạo hàm riêng và Vật lý Toán, chủ yếu là các bài toán từ cơ học chất lỏng, lý thuyết động học, và thuyết tương đối rộng. Anh nhận giải thưởng T. Brooke Benjamin (SIAM) năm 2022.

## Tiểu sử
Nguyễn Trọng Toán tốt nghiệp Khoa Toán-Tin học, Trường Đại học Khoa học tự nhiên, Đại học Quốc gia Thành phố Hồ Chí Minh, sau đó hoàn thành luận văn cao học về toán với GS Lê Dũng ở Đại học Texas, San Antonio, Mỹ. Anh hoàn thành luận án tiến sĩ "Asymptotic Stability of Noncharacteristic Viscous Boundary Layers"  ở Đại học Indiana vào năm 2009 dưới sự hướng dẫn của GS Kevin Zumbru. Sau đó anh nghiên cứu sau tiến sĩ ở Đại học Paris Pierre - Marie Curie và Đại học Brown. Từ năm 2013, Nguyễn Trọng Toán bắt đầu làm việc ở Đại học bang Pennsylvania và được bổ nhiệm làm giáo sư thực thụ (full professor) của trường này vào năm 2022.

## Thành tích
Năm 2018, Giáo sư Nguyễn Trọng Toán nhận giải thưởng Centennial Fellowship của Hội toán học Mỹ (AMS) . Anh là người Việt thứ hai được trao giải thưởng này (sau giáo sư Dương Hồng Phong ở Đại học Columbia, được trao AMS Centennial Fellowship 1977). Năm 2019, Giáo sư Toán nhận giải thưởng Simons Fellowship in Mathematics từ Quỹ Simons.
Năm 2022, giáo sư Nguyễn Trọng Toán được Hiệp hội toán học Công nghiệp và Ứng dụng Quốc tế (SIAM) trao giải thưởng T. Brooke Benjamin cho những đóng góp sâu sắc vế về lý thuyết động lực học của các chất khí và chất lỏng. Đặc biệt giải thưởng này công nhận những đóng góp đột phá của anh về sự ổn định của dòng chảy gần biên và các lớp Prandtl. Trong một công trình được trích dẫn trong đề cử cho giải thưởng, giáo sư Nguyễn Trọng Toán đã đưa ra các kỹ thuật mới để đặt nền tảng chặt chẽ cho một hiện tượng đáng ngạc nhiên được gọi là sự mất ổn định nhớt, vốn đã được quan sát bằng thực nghiệm nhưng chưa được hiểu rõ về mặt toán học. Giáo sư Nguyễn Trọng Toán là người Việt thứ hai (sau giáo sư Vũ Hà Văn) nhận một giải thưởng của SIAM.